# 구조주의

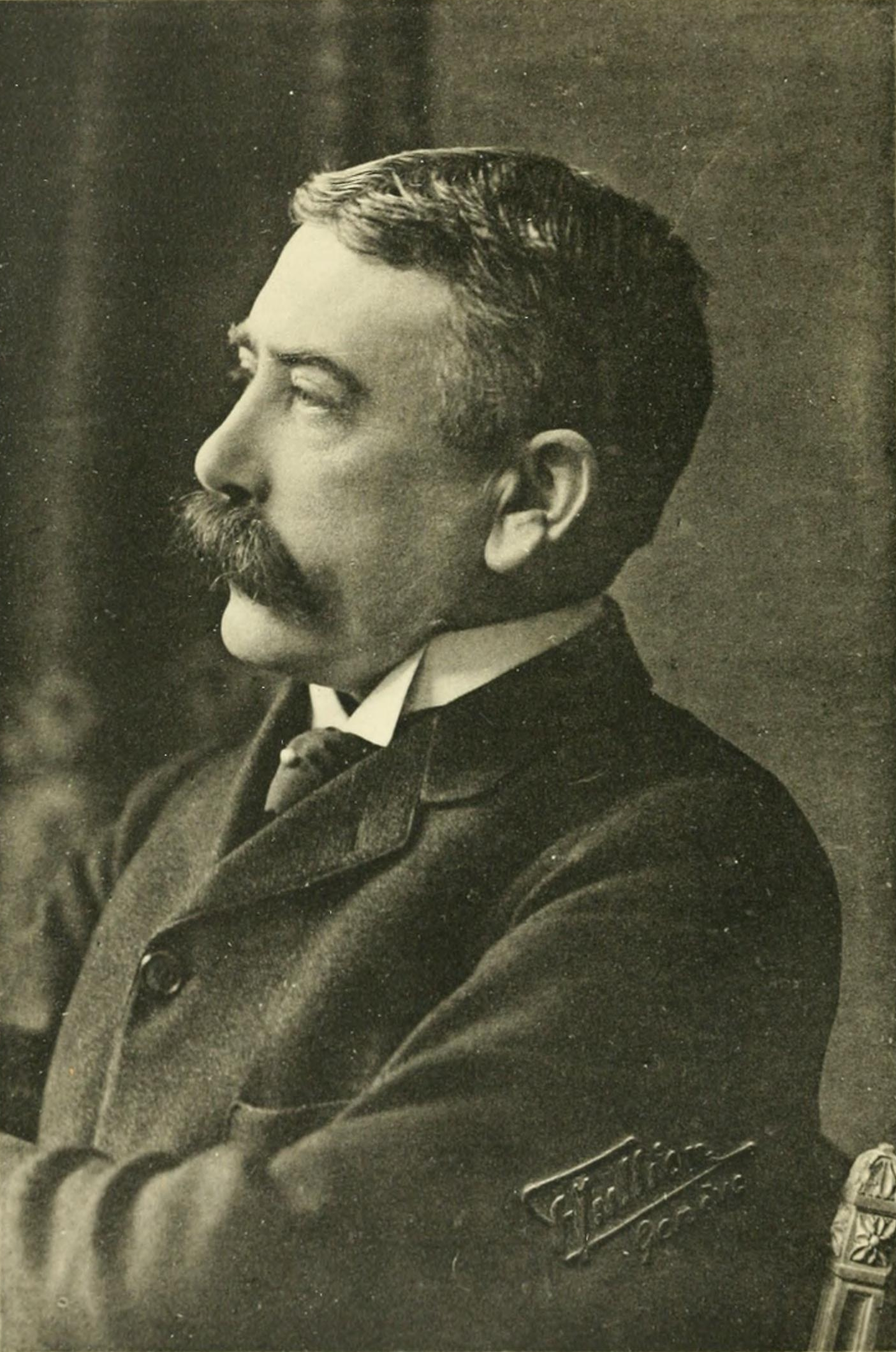

구조주의(構造主義, 영어: structuralism)는 인문학과 사회과학을 비롯한 여러 학문 분야에 영향을 미친 철학의 한 조류로, 근본 요소들 사이의 상호 관계 위에 정신적, 언어적, 사회적, 문화적 '구조'가 성립하며, 그 구조에서 특정 개인이나 문화의 의미가 생산된다는 관점이다. 본디 언어학에서 출발했지만 점차 그 적용 범위를 넓혀가면서 언어, 문화, 정치, 사회를 분석하는 가장 유명한 접근 방법들 중 하나가 되었다. 구조주의의 출발은 보통 페르디낭 드 소쉬르의 언어학 연구라고 보며, 프랑스 학자들이 소쉬르의 구조적 접근법을 다른 학문에 적용시키면서 유행하게 되었다.

## 개괄
구조주의의 기원은 프라하, 모스크바 학파의 언어학과 더불어 페르디낭 드 소쉬르의 언어학 작업과 연관되어 있다. 소쉬르의 구조적 언어학은 다음 세 가지 서로 관련된 개념을 선언하였다.
1. 소쉬르는 랑그(langue, 언어의 이상화된 추상화)와 파롤(parole, 일상 생활에서의 사용되는 것으로서의 언어)의 구분을 주장하였다. 기호는 시니피에(기의)와 시니피앙(기표)으로 구성된다고 주장하였다.
2. 다른 언어는 같은 객체나 개념을 묘사하기 위한 다른 단어를 가지고 있기 때문에 시니피앙을 표현하기 위하여 특정한 기호가 사용되는 필연적 이유는 없다. 그러므로 이는 자의적이다.
3. 기호는 기호와 기호의 관계에서 의미를 획득하며 다른 의미와 연관된다. 그가 서술한 바와 같이 "언어에서는 '명백한 용어 없이' 오직 차이만이 있을 뿐이다".[2]

구조주의 주창자들은 구체적 실재와도 추상적 관념과도 다른, 양자를 중재하는 제3의 질서인, 언어를 본따 만들어진 구조(structure)를 통하여 인간의 문화는 이해될 수 있다고 주장하였다. 라캉의 정신분석학 이론에서는 "상징계(The Symbolic)"의 구조적 질서는 "실제계(The Real)"와 "상상계(The Imaginary)"로부터 구별된다. 비슷하게 알튀세르의 마르크스주의 이론에서 "자본주의적 생산 양식"의 구조적 질서는 그 관계에 소속된 실제 행위자와 그 관계가 이해되는 이념적 형태로부터 구별된다.

## 역사
1900년과 1930년 사이에 언어학에서 발전되었으며, 구조주의가 학계에 등장한 것은 20세기 중반 무렵이었다. 그 이후 구조주의는 영향력을 넓혀 나갔는데, 특히 인류학, 신화학 등 문화, 언어, 사회와 관련된 학문에 막대한 영향을 끼쳤다. 20세기에 등장한 구조주의의 시작은 소쉬르가 연구한 언어학으로 여겨지며, 구조주의가 사상으로서의 성격을 뚜렷이 확립하게 된 것은 1960년대 초기로서, 인류학자 레비스트로스가 그의 저서인 《야생(野生)의 사고(思考》)(La Penses Sauvage, 1962년)에서 사르트르를 비판하며, 반인간주의, 반역사주의의 시점을 요청했을 때부터이다. 현상(現象)의 인간적 의미나 역사의 연속적 생성(生成)은 겉보기뿐임에 불과하며, 과학적 분석은 그것들을 해체하여 그 바닥에 간직된 비인간적 구조, 비연속적 체계를 명백하게 드러내야 한다는 것이었다. 이와 같은 견해는 그때까지의 사상계(思想界)의 인간주의적 관심에 대한 강력한 반동을 촉구하는 것이 되어, 이윽고 푸코에 의해 그의 철학적 테제가 부각되기에 이르렀으며, 알튀세르 및 정신분석학자 라캉이 구조주의에 큰 영향을 받았다.
한편, 시간이 흐르면서 초기 구조주의는 탈구조주의에 비해 영향력을 많이 잃었다. 그 까닭으로 여러가지가 지목되나 특히, 구조주의가 개인이나 요소보다는 결정론적인 영향을 미치는 보편적 구조를 설정하였기 때문인데, 68혁명과 같이 1960년대와 1970년대에 일어난 정치적 변동이 학계에 영향을 미치고, 사람들의 관심이 정치적 변동과 권력의 분산으로 옮겨갔다. 1980년에는 언어의 명확한 논리적 구조보다는 근본적 모호함을 강조하는 탈구축이 인기를 얻었다. 20세기 말까지 구조주의는 사상에서 중요한 학파로 평가되었으나, 구조주의 그 자체보다는 그것에서 파생된 다른 운동이 관심을 끌었다.

## 구조주의에 의거한 세부 연구분야들

### 구조주의 언어학

#### 구조주의 문화론
문화적 내용 (스포츠, 패션, 문학, 영화, 텔레비전, 만화 등)을 언어적 텍스트로 파악하고 언어적 분석을 행하는 문화연구이다. 분석된 텍스트가 결과적으로 어떤 효과를 내고 어떤 주체를 형성하는지 밝히는데도 적절하다.

## 같이 보기
- 이항 대립
- 탈구조주의
- 탈구축
- 구조 기능주의

## 참고 자료
- 이 문서에는 다음커뮤니케이션(현 카카오)에서 GFDL 또는 CC-SA 라이선스로 배포한 글로벌 세계대백과사전의 내용을 기초로 작성된 글이 포함되어 있습니다.